# NGC 619
NGC 619 je galaksija u zviježđu Kipar.

## Vanjske poveznice
- SEDS: NGC 0619